# Черепаха (линейный корабль)
«Черепаха» или «Шхельпот» (от нидерл. Schildpad) — 58-пушечный парусный линейный корабль Азовского флота России , спущенный на воду 24 апреля (5 мая) 1700 года на верфи Воронежского адмиралтейства. Строился под руководством известного корабельного мастера Осипа Ная. Девиз корабля — «Терпением увидишь делу окончание».

## Постройка
Корабль был заложен в ноябре 1698 года на Воронежской верфи.
Почти одновременно были заложены ещё два корабля: «Гото Предестинация» и «Великий галеас». Строительством «Гото Предестинация» в начале руководил Пётр I, а строительством второго корабля — венецианец Яков Моро.
Линейный корабль «Черепаха» был спущен на воду 24 апреля (5 мая) 1700 года.

## Служба
В 1702 году переведён из Воронежа в устье реки Дон.
В 1710 году был отремонтирован в Таврове, но из-за низкого уровня воды в реке Воронеж с блоков не сошёл.
После заключения в 1711 году Прутского мирного договора дальнейших попыток спустить корабль на воду не производилось.
Корабль был разобран в 1727 году.